# Assault on Precinct 13
Assault on Precinct 13 è un film franco-statunitense del 2005 diretto da Jean-François Richet.
La pellicola è un remake di Distretto 13 - Le brigate della morte, film del 1976 diretto da John Carpenter.

## Trama
Alla vigilia di Capodanno, il sergente Jake Roenick, comandante del 13º Distretto di Polizia di Detroit, il suo agente Joseph O'Hara e la sua segretaria Iris Ferry sono gli unici a occupare il Distretto e Roenick deve fronteggiare una vera battaglia. A causa del maltempo, alcuni detenuti in trasferimento, tra cui il boss del crimine Marion Bishop, vengono trasferiti proprio nel 13º Distretto. Ma, all'improvviso il distretto viene attaccato da alcuni criminali e Roenick cerca di collaborare con Bishop e gli altri detenuti per sopravvivere.